# Introd
Introd est une commune italienne de la Vallée d'Aoste.
Elle est devenue célèbre pour avoir été choisie par le pape Jean-Paul II comme résidence estivale.

## Géographie

Localisation de la commune d'Introd à l'intérieur de la Vallée d'Aoste.

La commune d'Introd se situe à l'embouchure du Valsavarenche et du Val de Rhêmes, et marque la limite du parc national du Grand Paradis.
Elle fait partie de l'unité des communes valdôtaines du Grand-Paradis.

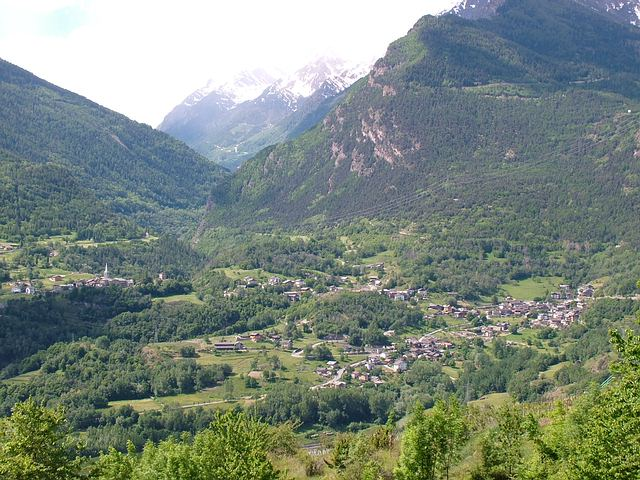
Vue d'ensemble du territoire communal. À l'arrière-plan, le Valsavarenche.

## Toponymie
Le toponyme latin est Inter aquas, signifiant « entre [les] eaux », à savoir le Savara et la Doire de Rhêmes, dont Introd est une dérivation orthographique.

## Monuments et lieux d'intérêt
Voir liens externes au fond de l'article
- Le château d'Introd[3], datant du XIe siècle et reconstruit entre 1912 et 1915, au plan presque circulaire avec une tour au centre ;
- L'Ôla[4], la grange du château ;
- Aux Villes-dessus,
  - La Maison Bruil[5], l'un des meilleurs exemples d'architecture rurale du domaine du Grand-Paradis, siège du Musée de l'alimentation, dont la devise est Conserver le souvenir... se souvenir pour conserver ;

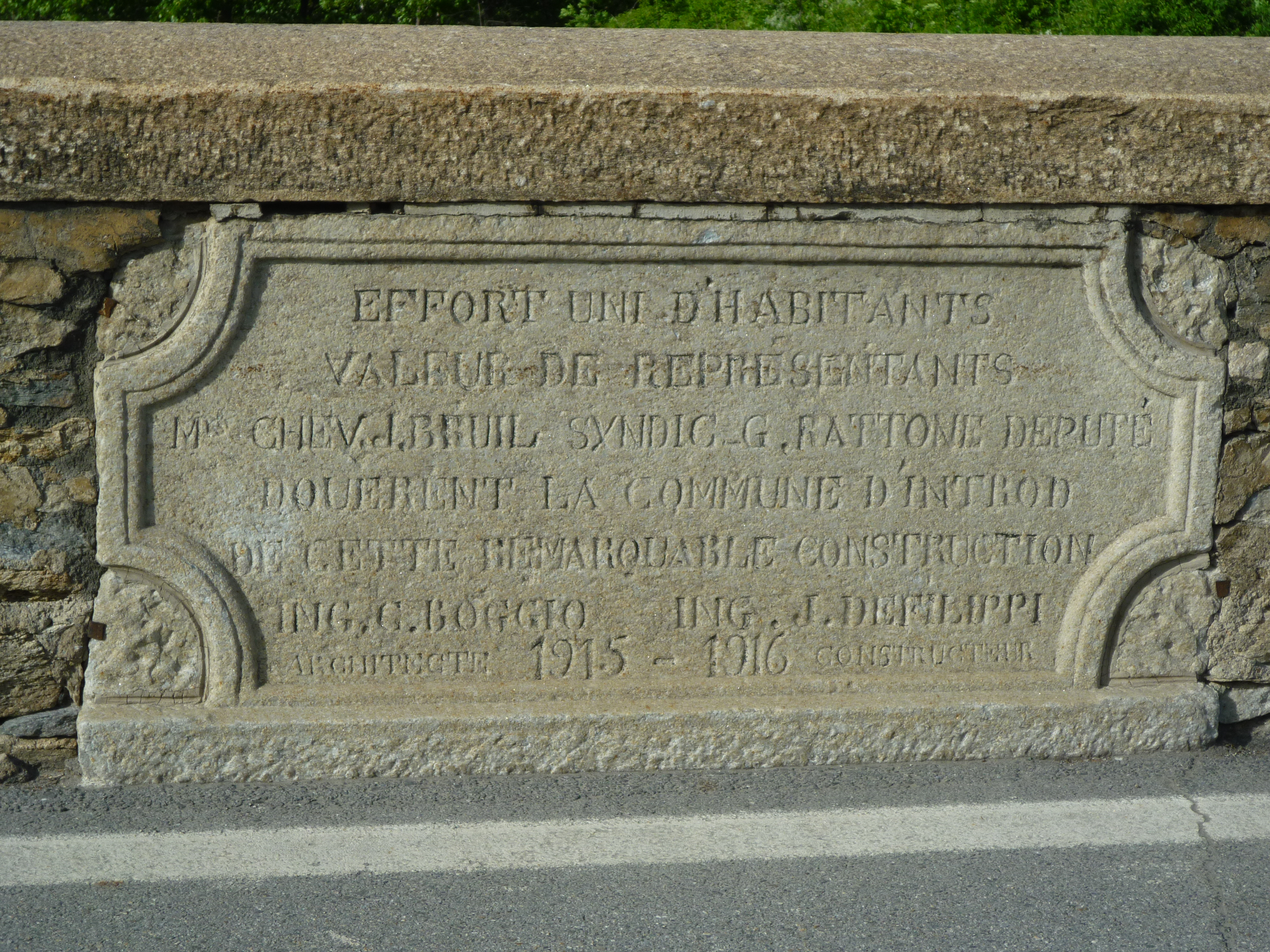
Plaque posée sur le pont d'Introd sur le torrent Savara en souvenir de sa construction

- - Le siège de l'association de sculpteurs Les amis du bois ;
  - Le Parc animalier d'Introd ;
- Aux Combes d'Introd, la Maison-musée Jean-Paul II et les maisons du village, exemple du style des maîtres-maçons de la moyenne vallée du Lys (de Gaby et d'Issime en particulier) ;
- Près des Combes, une piste de ski de fond, au lieu-dit Plan du Saint-Père ;
- Au hameau Villes se situait autrefois la maison forte Vorbert, appartenant à la famille du même nom, épuisée au début du XVIIe siècle[6].

## Personnalités liées à Introd
- Jean-Paul II
- Benoît XVI
- Grat-Éloi Ronc (1859-1944) - photographe
- Tarcisio Bertone, élu citoyen honoraire en août 2011[7].

## LaDame d'Introd

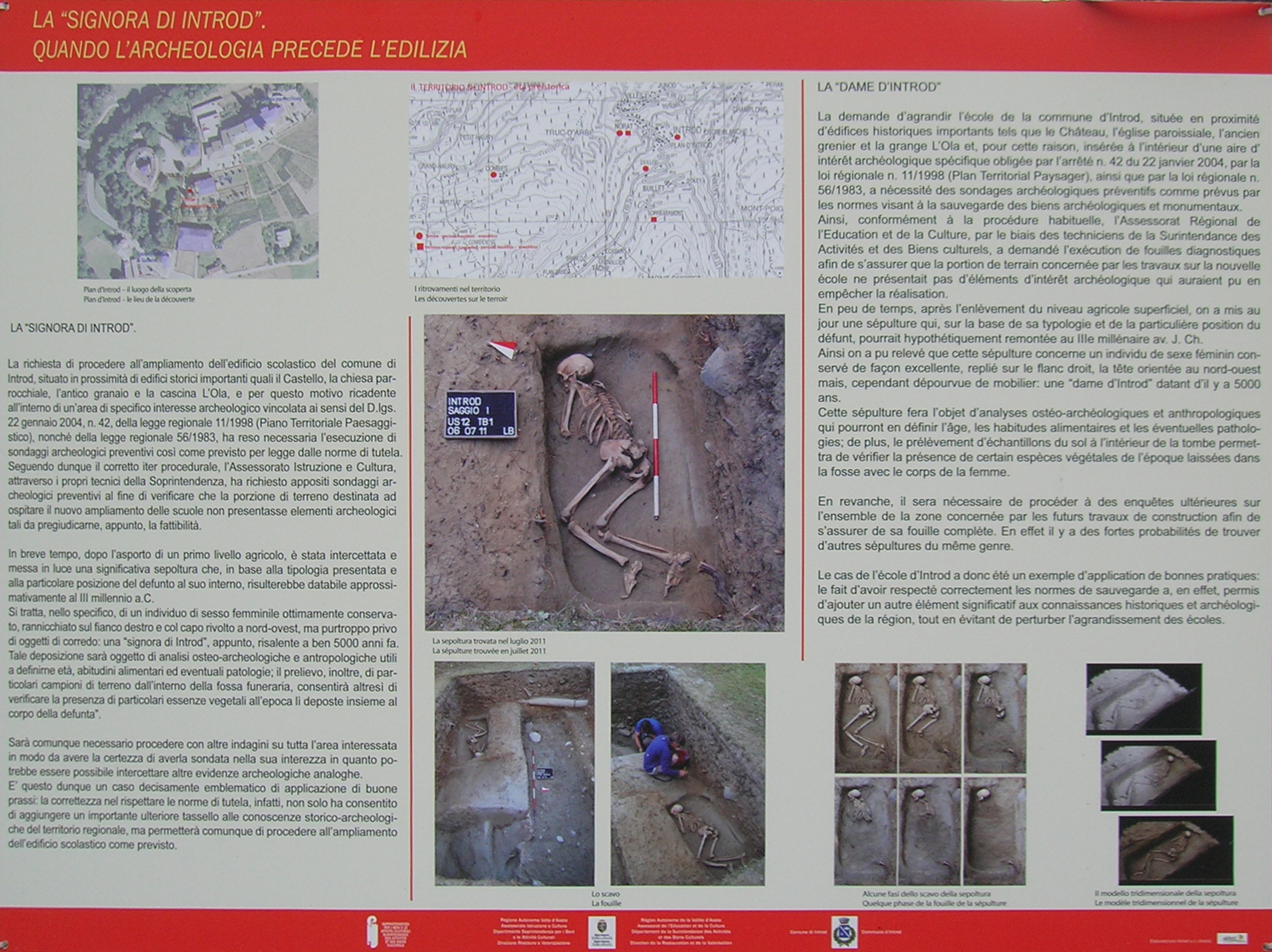
Panneau concernant la Dame.

En juillet 2011, au cours des travaux prévus pour agrandir l'école maternelle, des restes en bon état de conservation d'une femme ayant vécu il y a environ 5000 ans ont été retrouvés. Elle a été surnommée la Dame d'Introd, son squelette est comparable à celui de l'Homme de Similaun.

## Société

### Évolution démographique
Habitants recensés

### Foires, fêtes
- La fête du pain noir au hameau Norat ;
- La fête du saint patron du hameau Arpilles.

## Économie
Les activités exercées dans cette commune se concentrent dans les domaines de l'agriculture, de l'élevage, du tourisme et de l'artisanat.

## Sport

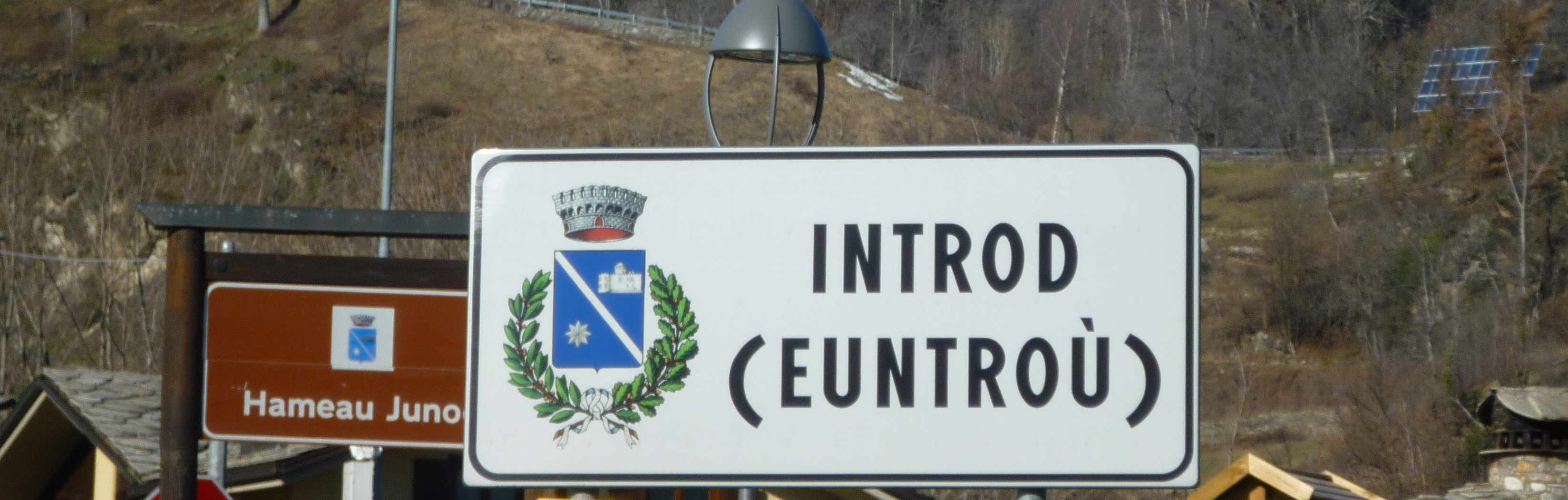
Panneau routier bilingue (français-patois)

Dans cette commune se pratiquent la rebatta et le palet, deux des sports traditionnels valdôtains.
L'équipe locale de football se dénomme Association sportive amateurs Introd, elle évolue en 2e catégorie et joue au terrain Robert Rollandoz, au hameau Delliod.
Un replat pour le ski de fond a été dénommé Plan du Saint-Père pour rendre hommage aux visites de Jean-Paul II.

## Galerie de photos

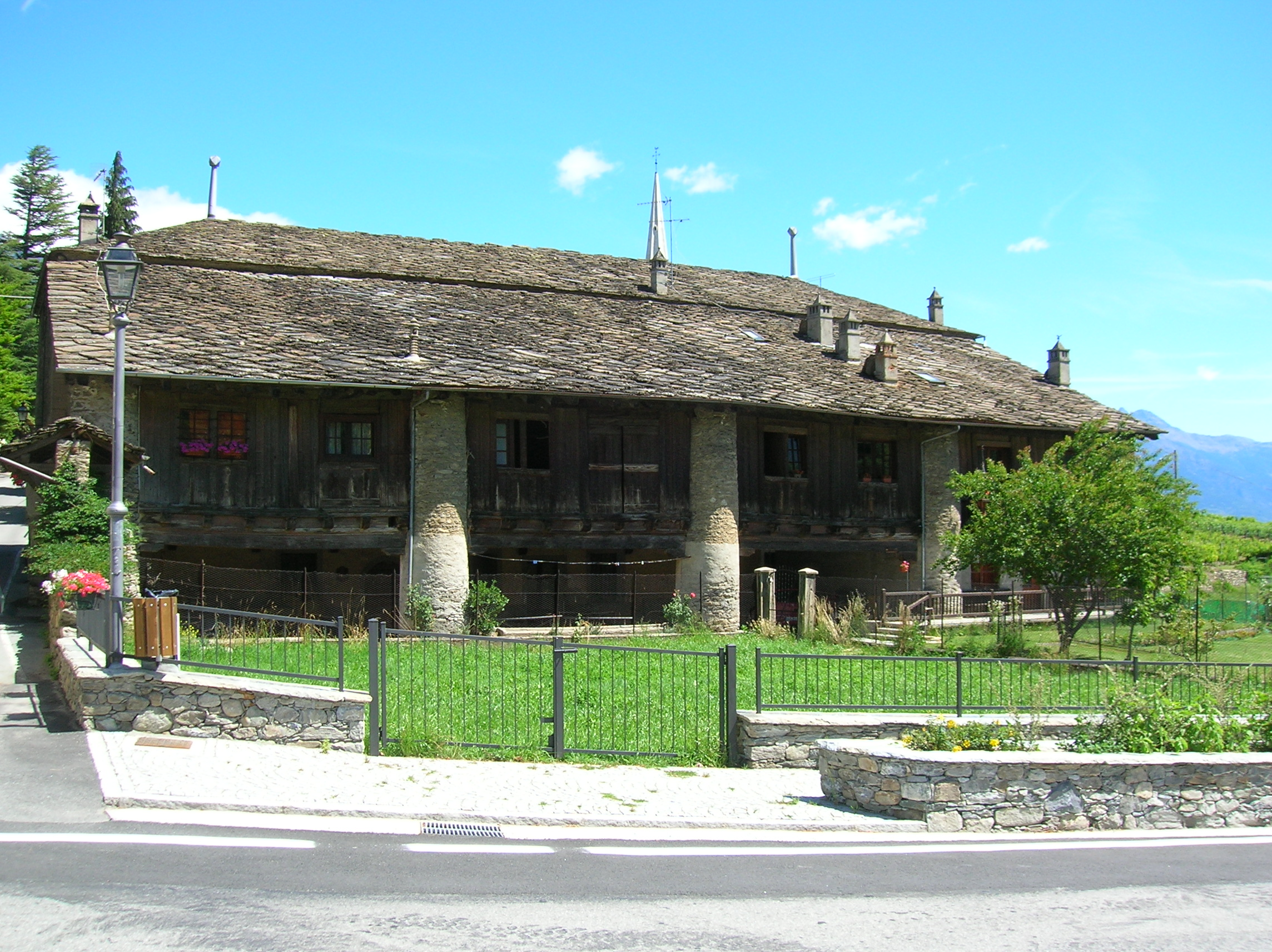
L'Ôla (grange).
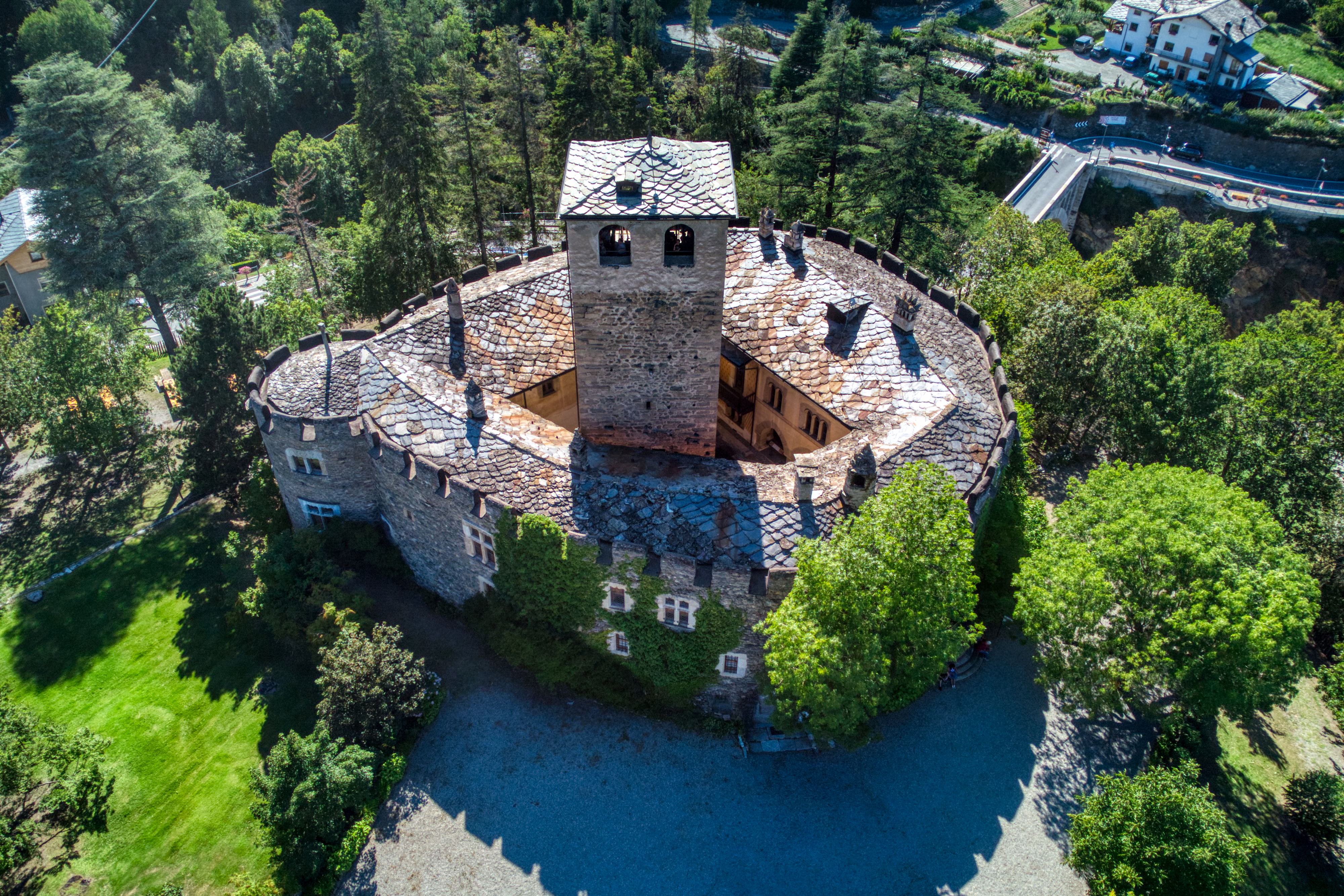
Le château d'Introd.
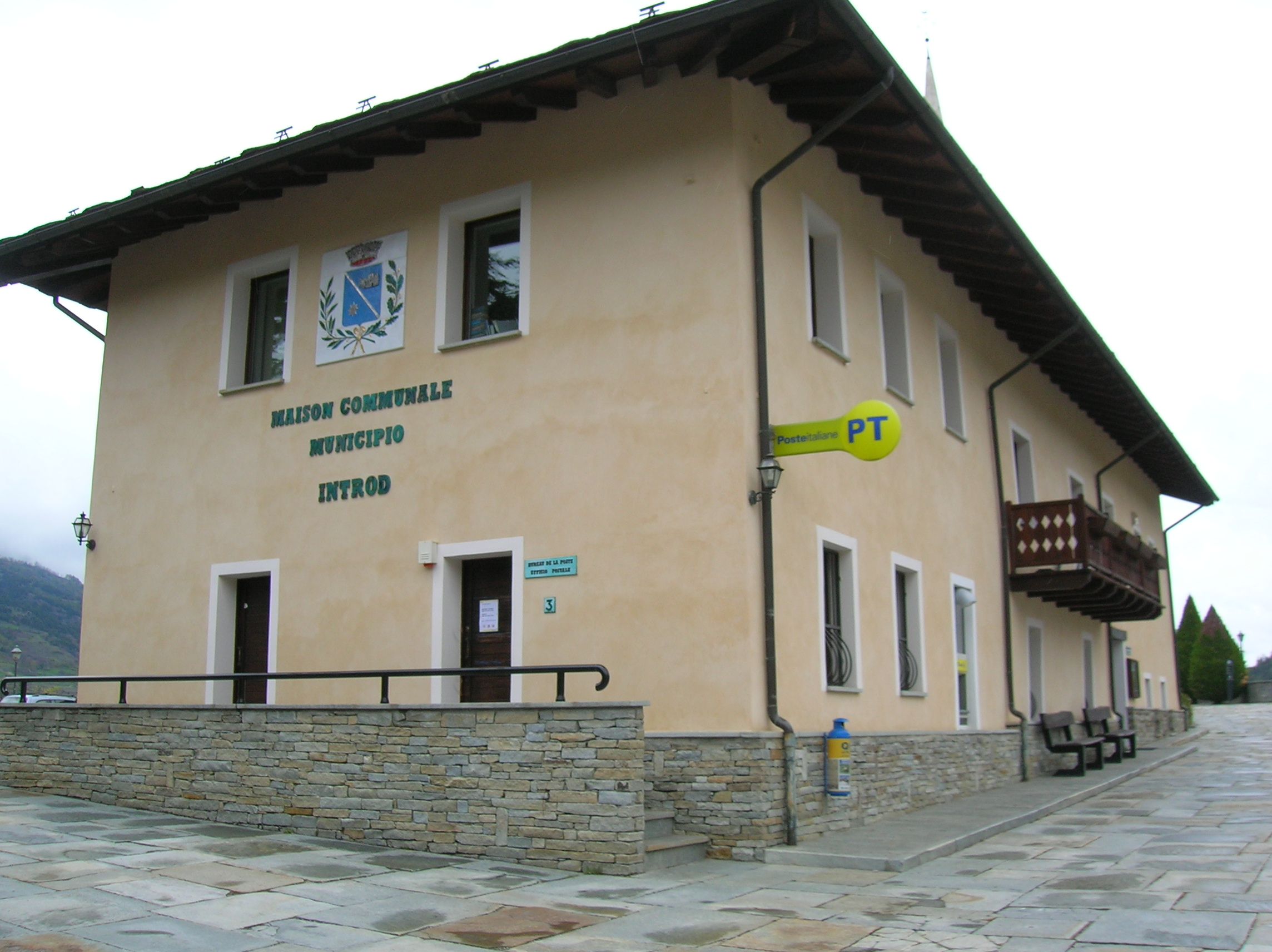
La maison communale.
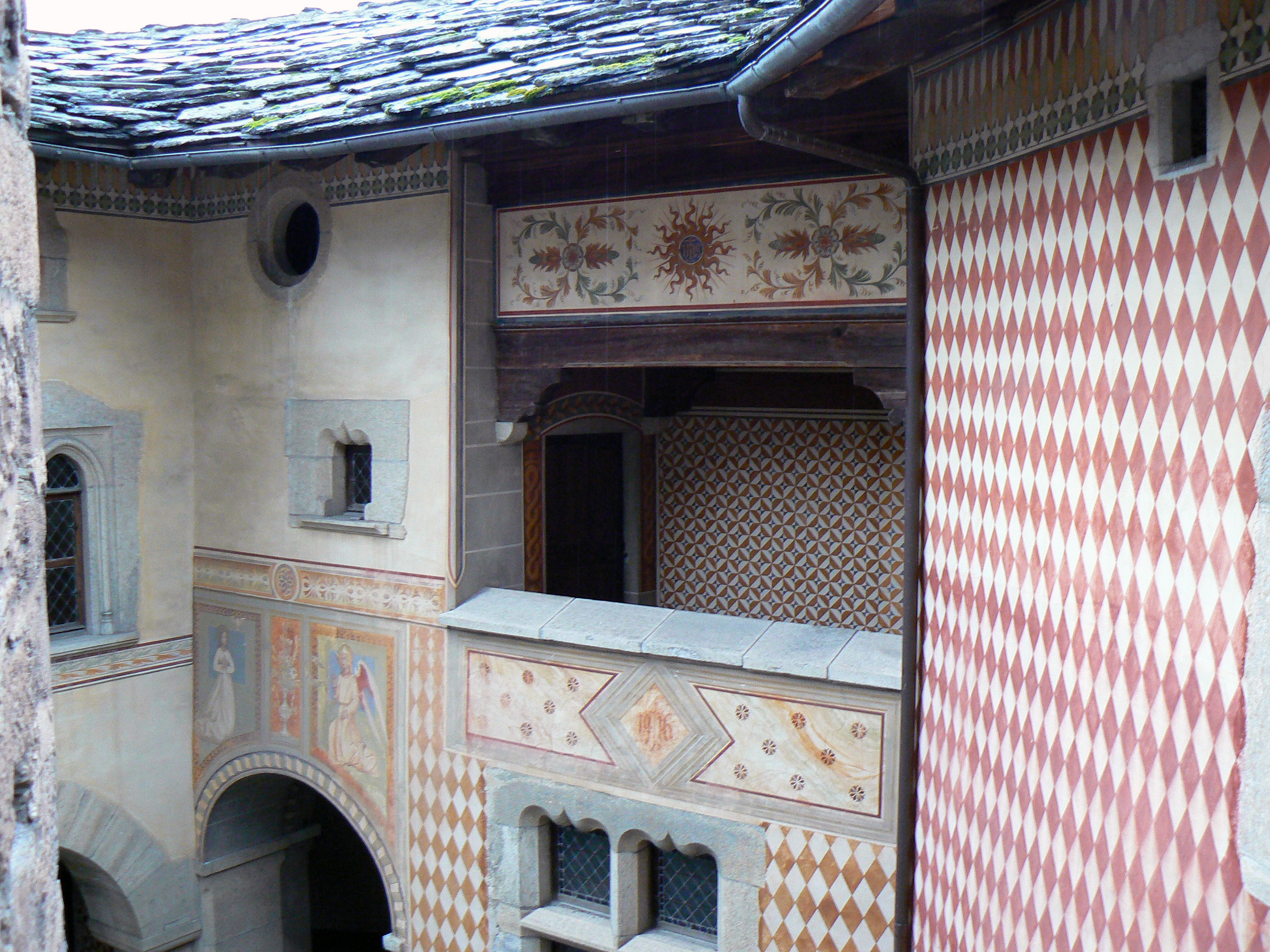
Détail des décorations du château d'Introd.
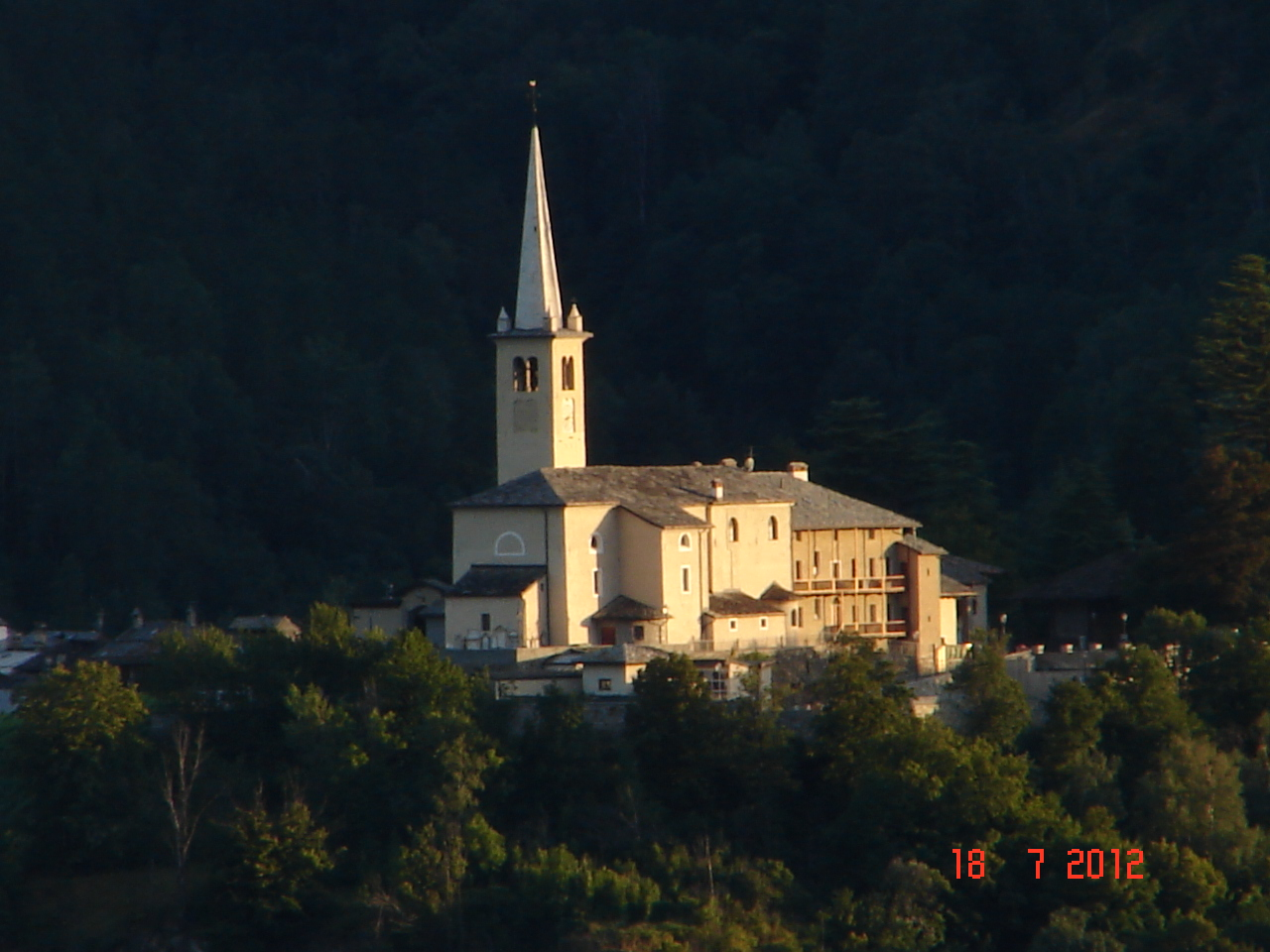
L'église Saint-Paul au coucher du soleil.
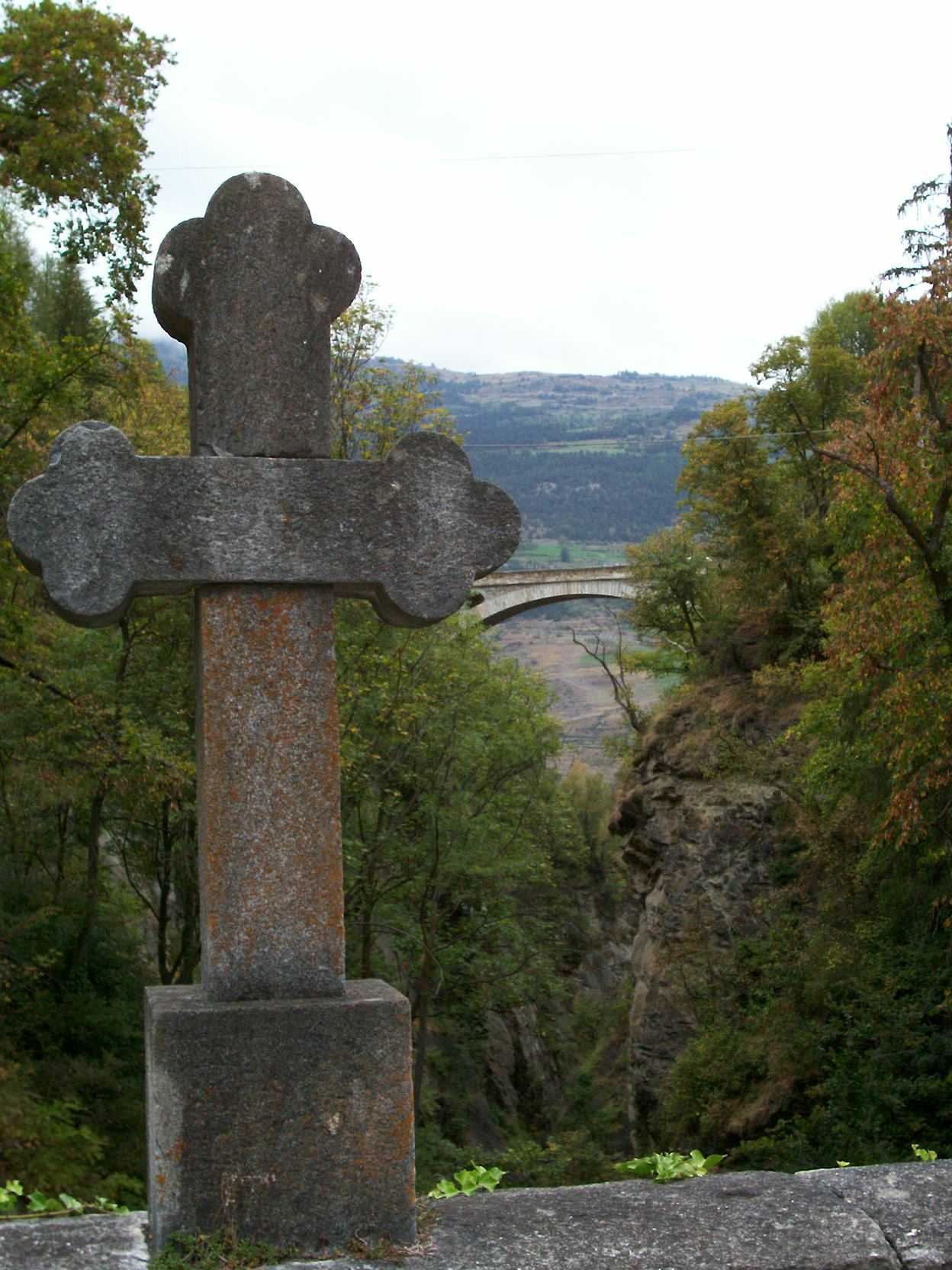
Une croix le long du sentier pour le pont.
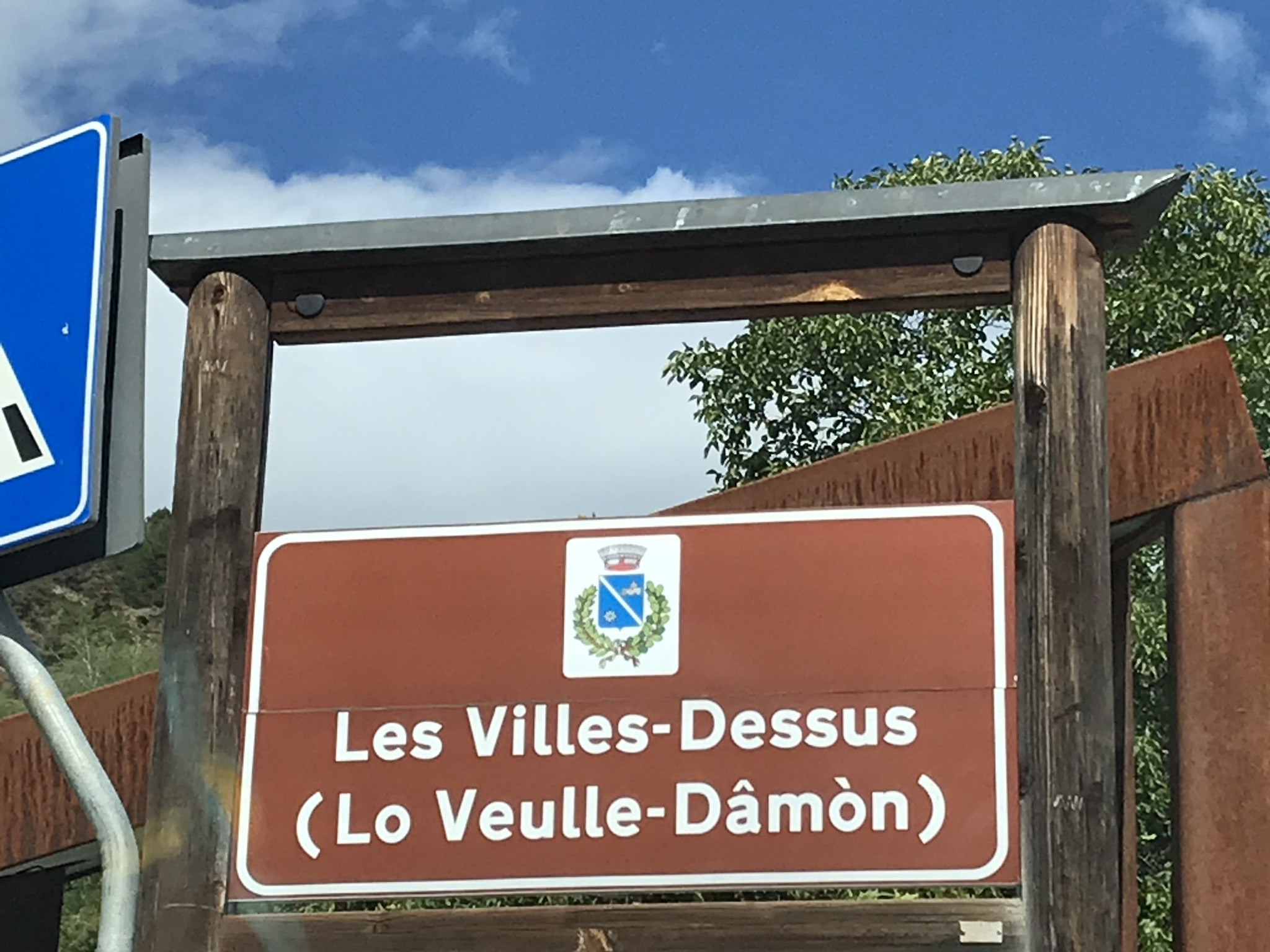
Panneau bilingue en français et arpitan valdôtain aux Villes-dessus.

## Administration
| Période                                  | Période     | Identité          | Étiquette        | Qualité |
| ---------------------------------------- | ----------- | ----------------- | ---------------- | ------- |
| 9 mai 2005                               | 24 mai 2010 | Osvaldo Naudin    | Union valdôtaine | Syndic  |
| 24 mai 2010                              | En cours    | Vittorio Anglesio | Union valdôtaine | Syndic  |
| Les données manquantes sont à compléter. |             |                   |                  |         |

### Hameaux
- hameaux : Bioley, Buillet, Chevrère, Crée, Delliod, Junod, Les Combes, Norat, Plan d'Introd, Tâche, Villes Dessous, Villes Dessus
- alpages : Orvieille, Arpilles, Parriod
- sommets : Pic de Chamin, Petit Mont Blanc

### Communes limitrophes
Arvier, Rhêmes-Saint-Georges, Valsavarenche, Villeneuve